# Denis Creissels
 (novembre 2011).
Si vous disposez d'ouvrages ou d'articles de référence ou si vous connaissez des sites web de qualité traitant du thème abordé ici, merci de compléter l'article en donnant les références utiles à sa vérifiabilité et en les liant à la section « Notes et références ».
Denis Creissels, né le 18 septembre 1943, est professeur émérite de linguistique à l'université de Lyon. 
Après des études de mathématiques et de russe, il a enseigné la linguistique générale à l'université de Grenoble de 1970 à 1996, puis à l'université de Lyon 1996 à 2008.  
C'est un spécialiste reconnu[réf. nécessaire] des langues nigéro-congolaises et nakho-daghestaniennes. Il a effectué des recherches extensives sur le hongrois, le tswana, le malinké et l'akhvakh. 
Ses ouvrages de syntaxe sont des références majeures[réf. nécessaire] de typologie linguistique, et les seules de leur type en français[réf. nécessaire].

## Publications
- Denis Creissels, Syntaxe générale, une introduction typologique I Catégories et Constructions, vol. 1, Hermes Science Publishing, septembre 2006 (ISBN 2-7462-1399-0, OCLC 81839371, BNF 40947907).
- Denis Creissels, Syntaxe générale, une introduction typologique II La Phrase, vol. 2, Hermes Science Publishing, septembre 2006 (ISBN 2-7462-1400-8, OCLC 81839371, BNF 40947898).